# Собовідз
Собовідз (пол. Sobowidz, нім. Sobbowitz) — село в Польщі, у гміні Тромбки-Великі Ґданського повіту Поморського воєводства.
Населення — 1452 особи (2011).

## Демографія
Демографічна структура станом на 31 березня 2011 року:
|          | Загалом | Допрацездатний вік | Працездатний вік | Постпрацездатний вік |
| -------- | ------- | ------------------ | ---------------- | -------------------- |
| Чоловіки | 742     | 166                | 523              | 53                   |
| Жінки    | 710     | 162                | 447              | 101                  |
| Разом    | 1452    | 328                | 970              | 154                  |